# 明知線
明知線（日语：／ Akechi sen */?）是一條連結日本岐阜縣惠那市的惠那站至明智站，屬於明知鐵道的鐵路線。繼承舊日本國有鐵道（國鐵）的特定地方交通線，轉換至第三部門的路線。

## 路線資料
- 路線距離（營業距離）：25.1 km[2]
- 軌距：1067 mm[2]
- 站數：11（包括起終點站）[2]
- 複線路段：沒有（全線單線）
- 電氣化路段：沒有（全線非電氣化（日语：非電化））
- 閉塞方式：特殊自動閉塞式（軌道回路檢知式）
- 可交會車站：1（岩村）
- 有站員車站：3（惠那站窗口營業時間 07:30 - 20:35／岩村站窗口營業時間 10:00 - 16:00／明智站窗口營業時間：始發列車 - 最終列車發車前為止）

## 車站列表
- 所有車站都位於岐阜縣。
- 括號內是國鐵時代的站名。*是明知鐵道轉換後的新設站。
- 快速只限上行運行。
- ●是上下行都停靠，▲是只限上行停靠，｜↑是通過（↑是只限箭頭方向運行）。
- 車站編號自2017年起引入。

| 車站編號 | 中文站名          | 日文站名 | 英文站名 | 站間距離 | 營業距離 | 國鐵時代 營業距離 | 快速 | 急行大正Roman號 | 接續路線                | 所在地   |
| -------- | ----------------- | -------- | -------- | -------- | -------- | ----------------- | ---- | --------------- | ----------------------- | -------- |
| 11       | 惠那              |          |          | －       | 0.0      | 0.0               | ▲    | ●               | 東海旅客鐵道： 中央本線 | 惠那市   |
| 10       | 東野              |          |          | 2.6      | 2.6      | 2.7               | ▲    | ｜              |                         | 惠那市   |
| 9        | *飯沼             |          |          | 5.0      | 7.6      | －                | ↑    | ｜              |                         | 中津川市 |
| 8        | 阿木              |          |          | 2.3      | 9.9      | 10.0              | ▲    | ●               |                         | 中津川市 |
| 7        | 飯羽間            |          |          | 2.8      | 12.7     | 12.8              | ▲    | ｜              |                         | 恵那市   |
| 6        | *極樂             |          |          | 1.0      | 13.7     | －                | ↑    | ●               |                         | 恵那市   |
| 5        | 岩村              |          |          | 1.3      | 15.0     | 15.0              | ▲    | ●               |                         | 恵那市   |
| 4        | 花白溫泉 （花白） |          |          | 3.3      | 18.3     | 18.4              | ▲    | ●               |                         | 恵那市   |
| 3        | 山岡              |          |          | 1.4      | 19.7     | 19.8              | ▲    | ●               |                         | 恵那市   |
| 2        | *野志             |          |          | 3.4      | 23.1     | －                | ↑    | ｜              |                         | 恵那市   |
| 1        | 明智 （明知）     |          |          | 2.0      | 25.1     | 25.2              | ▲    | ●               |                         | 恵那市   |

## 歷史
大井（現在的惠那站）至明知區間，被列在改正鐵道敷設法別表第63號預定線中，經由當時岐阜縣的眾議院議員古屋慶龍爭取而決定興建，於1933年至1934年之間通車。
而岐阜縣的第一個私鐵，也就是1906年開業的岩村電氣軌道，在明知線通車以後，於1935年停業。明知線在大井 - 飯羽間路線繞道到岩村電氣軌道東側，有急彎、陡坡和隧道。
1957年，在二次世界大戰時停駛的的白棚線改建為公共汽車專用道，行駛國鐵巴士。國鐵檢討營運績效不佳的明知線，考慮改為公共汽車專用道，但由於坡度等問題並未實施。
1968年，國鐵顧問委員會提出所謂的“赤字83線”，但各方討論之下，赤字83線並未立即停駛。之後，日本國鐵重建法頒布，1981年明知線被列入成為第一批廢線名單，並於1985年轉讓給第三鐵道公司，也就是明知鐵道。
2004年3月，惠那站與岩村站區間閉塞方式由單票閉塞改為電氣路牌閉塞式。停用日本中部地方最後使用的臂木式信號機。

### 年表
- 1933年（昭和8年）5月24日——大井站－阿木站區間（10.0 公里）通車；設立東野站，阿木站 [1]。
- 1934年（昭和9年）
  - 1月26日：由阿木站延伸到岩村站（5.0 公里）；設立岩村站[1]。
  - 6月24日：由岩村站延伸到明知站（10.2 公里）；設立遠山站和明知站[1]。
- 1956年（昭和31年）12月20日——遠山站更名為山岡站[1]。
- 1959年（昭和34年）1月10日——設立飯羽間站[1]。
- 1963年（昭和38年）11月1日——大井站更名為惠那站[1]。
- 1967年（昭和42年）11月15日——設立花白站[1]。
- 1981年（昭和56年）
  - 2月1日——停止貨運[1]。
  - 9月18日——列入第一次特定地區線廢止名單[1]。
- 1985年（昭和60年）11月16日——國鐵明知線（長25.2公里）廢止；明知鐵道明知線惠那至明知間（25.1公里）開業；明知站改名為與地名相同的明智站[1]。
- 1989年（平成元年）9月20日——受20號颱風災害影響而停駛11天，由巴士替代運營。
- 1991年（平成3年）10月28日——設立飯沼站[1]。
- 1994年（平成6年）12月15日——設立野志站[1]。
- 2004年（平成16年）3月25日——閉塞方式改為特殊自動閉塞[1]。
- 2008年（平成20年）12月25日——設立極樂站[1]。
- 2011年（平成23年）3月12日——花白站改名為花白温泉站；開始行駛「大正浪漫號」（大正ロマン号）急行列車[1]。
- 2012年（平成24年）3月17日——大正浪漫號急行列車增停極樂站（僅限下行車）和花白溫泉站；平日末班車不停靠野志站和飯沼站。
- 2014年（平成26年）3月15日——大正浪漫號急行列車增停山岡站。
- 2017年（平成29年）3月4日——上行的大正浪漫號急行列車增停極樂站。上下行列車皆停靠該站。
- 2018年（平成30年）3月17日——平日上行的末班快速列車不停靠極樂站。
- 2024年11月21日，惠那市的審查委員會宣布，將在籌措到足夠的資金等條件下恢復明知線上的蒸汽火車運轉[3][4][5]。

## 延伸閱讀
- 電気車研究会『鉄道ピクトリアル』1962年2月号（通巻127号）p31-34 青木栄一 明知線をたずねて  - ある赤字路線の印象 -
- 今尾惠介.  西日本編. JTBパブリッシング. 2010: 45. ISBN 978-4-533-07723-4.
- 曽根悟（監修）. 朝日新聞出版分冊百科編集部（編集） , 编. . 週刊朝日百科. 26号 長良川鉄道・明知鉄道・樽見鉄道・三岐鉄道・伊勢鉄道. 朝日新聞出版. 2011-09-18.
- 明知鐵道株式會社 （页面存档备份，存于）